# Embranchement Besòs
L'embranchement Besòs est un embranchement de chemin de fer reliant les gares de Sant Adrià de Besòs et de La Sagrera.

## Histoire
L'embranchement a été construit à la suite de la suppression de l'embranchement de Marina qui reliait Sant Adrià à la gare de les Rodalies (annexée par la gare de Barcelone-França) pour libérer un terrain à Poblenou pour la construction du village olympique.
Cet embranchement a permis de relier à nouveau la ligne du Maresme à Barcelone dans les années 1990, bien qu'elle apparaisse déjà sur les cartes de 1933 sous forme de proposition.